# Enrique Guillermo Parker
Enrique Guillermo Parker fue un marino de origen inglés que tuvo una destacada participación en la guerra librada por la República Argentina contra el Imperio del Brasil.

## Biografía
Enrique Guillermo Parker nació en 1787 en Inglaterra. En 1798 se inscribió como aprendiz en la Royal Navy y tras alcanzar el rango de teniente, por desavenencias con altos oficiales en 1816 decidió emigrar a América del Sur, al igual que muchos de sus pares, para prestar servicios en las armadas de los nacientes Estados americanos.

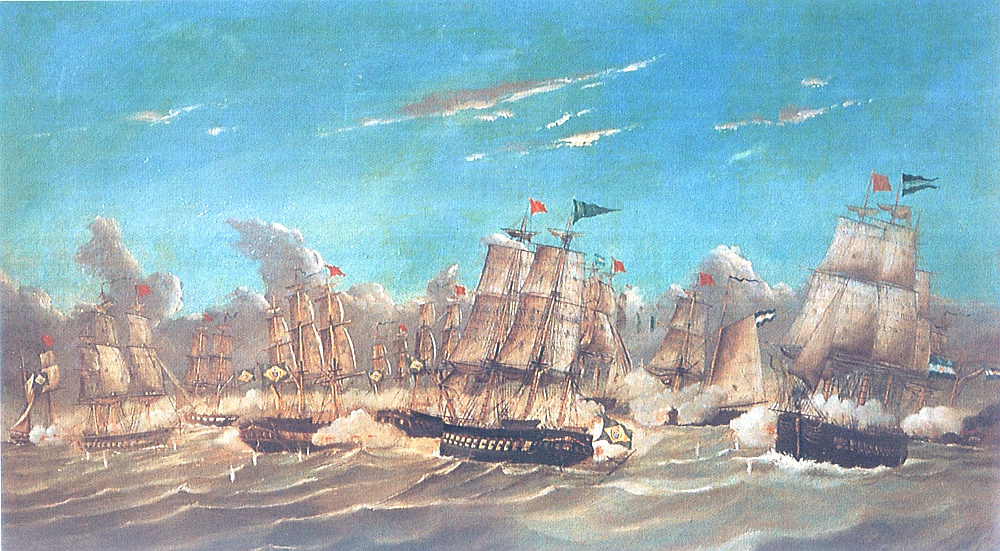
Combate de Punta Collares.

Se encontraba en el Río de la Plata al estallar la guerra del Brasil en 1826 y el 26 de enero de ese año se incorporó a la armada republicana bajo el mando de Guillermo Brown a propuesta del comandante general de Marina brigadier general José Matías Zapiola.
Le fue confiado el buque insignia, la fragata 25 de Mayo como segundo comandante siendo ascendido a capitán. 
Luchó bravamente en el Combate de Punta Collares en las afueras de Buenos Aires del 9 de febrero y Brown destacó su actuación distinguida en el parte que elevó al gobierno.
Posteriormente recibió el mando de la barca Congreso Nacional con el que participó en el ataque a Colonia del Sacramento del 1 de marzo de 1826. Padecía tuberculosis y los rigores de la campaña agravaron su dolencia. Trasladado a Buenos Aires falleció el 27 de marzo de 1826 en el Hospital de Sangre de La Merced.
Sus restos fueron sepultados en el Cementerio de los Disidentes de Buenos Aires.
Casó con Jemina Rusden quien regresó a su país en 1829 y obtuvo pensión del gobierno argentino en 1836. 
Una calle de Buenos Aires lleva su nombre. 
El primer buque en llevar su nombre fue el rastreador ARA Parker (M-11). Actualmente lo lleva la corbeta ARA Parker (P-44).